# Убийство Селин Фигар
Сели́н Мари́ Тере́з Фига́р (фр. Celine Marie Therese Figard, 23 мая 1976 — 19 декабря 1995) — студентка-бухгалтер из Ферьер-ле-Се, восточная Франция, убитая в возрасте 19 лет. Она пропала без вести во время поездки в Соединённое Королевство 19 декабря 1995 года, после путешествия автостопом с водителем грузовика по автомагистрали в Беркшире. 29 декабря 1995 года, спустя десять дней после запроса информации о её местонахождении и начала полицейского расследования, её тело было обнаружено на аварийной площадке в Хауфорде, графство Вустершир. Вскрытие показало, что её избили и задушили, но окончательная причина смерти установлена не была.
Дело получило широкое освещение в британских СМИ в период Рождества и Нового года. Также добавляли резонанса опасения, что это убийство могло быть продолжением серии убийств по всему английскому Мидлендсу, которые полиция окрестила работой «Мидлендского потрошителя». В расследовании убийства была задействована первая в Великобритании национальная программа исследования ДНК, поиск подозреваемых в убийстве охватил более 5000 человек.
Стюарт Морган, 37-летний водитель грузовика, выполнявший рейс из Пула в Дорсет, был арестован 19 февраля 1996 года после того, как коллега узнал его по фотороботу. Позже Морган был обвинён в убийстве Селин Фигар. Детективы пришли к выводу, что он изнасиловал, избил и задушил Фигар. Десять дней он хранил тело убитой в автомобиле. В октябре Морган был приговорён к пожизненному заключению с правом на досрочное освобождение не ранее чем через 20 лет. В феврале 1998 года была подана апелляция, но она была отклонена. В 2009 году Высокий суд Лондона отклонил его ходатайство о пересмотре срока заключения.
Фигар была похоронена во французском селе Се-сюр-Сон-э-Сент-Альбен. На панихиде в январе 1996 года присутствовали семья, друзья погибшей и местные политики. В Великобритании память о ней увековечена в мемориальном саду, заложенном в церкви в деревне Вустершир, Омберсли (недалеко от места, где было обнаружено её тело).

## Предыстория и исчезновение
Селин Фигар была вторым ребёнком из четверых детей Бернарды и Мартина Фигар. Её родители держали молочную ферму. Семья жила в Ферьер-ле-Се, сельской общине в восточной Франции рядом с Безансоном. Селин училась на бухгалтера в лицее Ле Гранд Шеноа в Монбельяре. Фигар была одарённой студенткой, имела способности к музыке, языкознанию и математике. Посетив в 1990 году Великобританию, Фигар увлеклась этой страной и неоднократно посещала её.
Она провела лето 1995 года, работая в отеле Фордингбриджа, графство Гемпшир (её двоюродный брат Жан-Марк работал там метрдотелем). Девушка также хотела воспользоваться возможностью попрактиковаться в английском языке. Фигар планировала вернуться в Великобританию в декабре, чтобы провести ещё две недели с Жан-Марком. 18 декабря она ушла из дома и поехала в Британию. Её вёз друг семьи, работавший в местной транспортной компании. Её родители предварительно договорились с другом о поездке, Фигар пересекла Ла-Манш на следующий день. Она прибыла в Эшфорд, графство Кент. Фигар намеревалась добраться до Фондингбриджа на поезде, но её спутник нашёл другого водителя грузовика из Франции, который согласился довезти её на автозаправку Чивли в Ньюбери (графство Беркшир). Затем он помог ей найти третьего водителя грузовика для заключительного этапа путешествия. До этого она попыталась позвонить своему двоюродному брату, чтобы тот забрал её, но так и не дозвонилась. В последний раз её видели живой в Чивли на развязке 13 автомагистрали M4 в полдень во вторник 19 декабря. Девушка садилась в белый грузовик марки «Mercedes».
Полиция запросила информацию о её исчезновении и сделала фоторобот водителя грузовика, но его не смогли опознать. 25 декабря следователи стали разрабатывать версию похищения девушки. На следующий день следователи стали разрабатывать версию её убийства. Отец Селин приехал в Великобританию, чтобы помочь детективам в поисках дочери. Он обратился к общественности с просьбой поделиться информацией о её местонахождении.

## Обнаружение тела и вскрытие
Утром в пятницу 29 декабря водитель остановился на обочине, чтобы поправить стеклоочиститель. Он обнаружил обнажённое тело девушки, сброшенное в кювет у трассы A449 в районе вустерширского села Хауфорд. Полиция занялась установлением её личности, следователи были уверены, что это не Луиза Смит, 18-летняя помощница администратора, которая исчезла в канун Рождества после посещения ночного клуба в Йейте, Глостершир.
На следующий день полиция установила личность погибшей. Вскрытие показало, что она была задушена и оглушена тяжёлым предметом, но окончательная причина смерти не была установлена. Вскрытие не выявило «никаких очевидных признаков» сексуального насилия. Однако было установлено, что половой акт был совершён незадолго до её смерти. По мнению следователей, это произошло против её воли.
Полиция сказала, что тело находилось там примерно в течение суток, рассматривалась версия взятия жертвы в плен. Детектив Гемпширской полиции, старший суперинтендант Роджер Ходдинотт, утверждал, что на время обнаружения Фигар с момента её смерти прошло по крайней мере 4—5 дней, но не назвал точное время смерти.

## Расследование
Расследование возглавил Джон Маккаммонт, детектив, старший суперинтендант полиции Западной Мерсии, в деле приняло участие более 100 детективов из трёх полицейских отрядов. Сотрудники полиции расследовали похожие нераскрытые убийства, опасаясь, что они могут быть делом рук одного человека. Особый интерес вызвали недавние убийства Трейси Тернер и Само Полл, обе были найдены задушенными вблизи автомагистралей. 4 января на пресс-конференции Маккаммонт сказал следующее: «Я хотел бы подчеркнуть, что на данном этапе нет весомых доказательств связи убийства Селин с какими-либо другими уголовными делами». Он дал задание своим подопечным навести справки относительно шампанского «Паскаль Кретьен», бутылку которого подарили Фигар до приезда в Англию: «Этот конкретный тип шампанского не экспортируется ни в какую другую точку мира за пределами Франции и не продаётся в нашей стране. Это вино 1993 года, и было выпущено только 60 тысяч бутылок».
12 января следователи заявили, что будут проводить анализ ДНК водителей всех транспортных средств марки «Mercedes». Это был первый случай, когда метод анализа ДНК был использован на национальном уровне для выявления подозреваемого в убийстве. Сыщики провели досмотр более 1000 транспортных средств и проверили 5000 водителей. 19 февраля полиция Западной Мерсии подтвердила, что подозреваемый был задержан и сотрудничал со следствием. На следующий день власти объявили, что подозреваемый был арестован в Пуле в ходе совместной операции полиции Западной Мерсии и Дорсета, он был англичанином. Убийцей оказался некий Стюарт Морган, 37-летний мужчина, самозанятый водитель грузовика. 21 февраля он был взят под арест после слушания в магистратском суде Реддича.

## Стюарт Морган
Стюарт Уильям Морган (род. 1958) — английский водитель грузовика и бывший теплотехник из Пула. Сын Джона и Джулианны Морган, один из пяти детей в семье, Стюарт вырос в Танбридж Уэллс, графство Кент. Его отец работал бригадиром, а мать (беженка из бывшей ГДР) — школьной уборщицей. Морган бросил школу, получив три сертификата о среднем образовании, а в 1974 году был приговорён к сроку в исправительной колонии за кражу со взломом. Он окончил Кройдонский колледж и получил две специальности: сантехника и теплотехника, затем он открыл собственный бизнес, связанный с сантехникой, в области Танбридж Уэллс. Он переехал в Дорсет после серии неудач в бизнесе в 1983 году и работал теплотехником в Борнмутском городском совете. Он стал водителем грузовика в 1991 году.
Морган встретил свою будущую жену в Кенте в начале 1980-х. Они поженились в 1982 году, но он бросил её, когда та забеременела двойней. Он встретил свою вторую жену после переезда в Дорсет. Она также забеременела и родила сына. Они не узаконивали отношения до 1994 года. Морган имел репутацию волокиты, он соблазнял клиенток, когда работал инженером. Он продолжал заниматься этим и после того, как стал водителем грузовика. После осуждения Стюарта его брат Рэй сказал: «У него было так много романов за эти годы, что я потерял им счёт». Он также имел буйный нрав. Друг Моргана, Дэйв Моэмкен, назвал его весьма вспыльчивым.
19 декабря 1995 года Морган взял попутчицей Селин Фигар, когда ехал из Лидса в порт Саутгемптона. Детективы пришли к выводу, что после изнасилования и убийства Морган оставил её тело на нижней койке в кабине и оно находилось там до десяти дней. В это время он продолжал водить грузовик и даже спал в нём. Видимо, Морган оставил тело в автомобиле, который припарковал напротив своего дома, он хотел провести Рождество со своей семьёй. Полиция считает, что он избавился от тела 29 декабря.
Он был арестован, когда другой дальнобойщик узнал его по фотороботу. Морган сначала отрицал факт встречи с Фигар. После процедуры опознания он утверждал, что они с Фигар занимались сексом по обоюдному согласию.

## Суд
Судебный процесс начался в Королевском суде Вустера 2 октября 1996 года, решение по делу принимали судья Латам и присяжные. Моргана защищал королевский адвокат Найджел Джонс, уголовное дело было возбуждено королевским адвокатом Дэвидом Фаррером. Морган отрицал свою вину. Обвинение утверждало, что Морган изнасиловал и убил Селин Фигар в промежуток времени после полудня и до вечера 19 декабря 1995 года, затем в течение десяти дней держал её тело в кабине грузовика. Фаррер сообщил суду, что она была задушена, а на голове были следы от удара тяжёлым предметом, травмы на её лице были нанесены ударами ног. Прозвучали также свидетельства того, что её руки были связаны и что имел место половой акт, обвинение придерживалось мнения, что она вступила в половую связь из-за запугиваний.
Доказательства, представленные обвинением, показывали, что Морган продолжал использовать транспортное средство, в то время как Фигар лежала мёртвой в кабине, и что грузовик был припаркован возле его дома в период Рождества. Фаррер сказал, что Морган купил лопату, топор и ножовку, намереваясь расчленить тело, но передумал. Вместо этого на следующий день он избавился от её останков. Чтобы скрыть факт этой поездки, он удалил предохранитель из тахографа своего грузовика (таким образом он стёр данные о поездке), а затем отправился в Вустершир. 29 декабря 1995 года были обнаружены расхождения в его путевых записях, так как после поездки он забыл заменить предохранитель. ДНК-тесты пятен крови, найденных в кабине, показали, что она принадлежала Фигар. В то же время в гараже Моргана был найден пропитанный кровью матрас. Из его дома были извлечены несколько вещей, принадлежавших Фигар, в том числе фотографии и туалетная сумка. Недалеко от склада, который он посетил в ночь, когда избавился от тела, были найдены некоторые предметы её одежды. Две бутылки «Паскаль Кретьен», которые Фигар привезла в Англию, Морган подарил на Рождество двум членам обслуживающего персонала гаража, которые работали на станции «Shell» напротив его дома.
Морган признался, что подвозил Фигар во второй половине дня 19 декабря 1995 года. Он утверждал, что секс был по обоюдному согласию после беседы и флирта. Они разговорились, и Морган остановил машину на аварийной площадке, где сделал ей чашку чая и попросил того, что он позже назвал «рождественским поцелуем». Он сказал, что после этого он отвёз её в Саутгемптон, где они обменялись контактными данными, затем он покинул её. Он утверждал, что она была «улыбчивая и счастливая». Он не вышел на контакт после того, как полиция запросила подробности о водителе, который подвозил её. Он не хотел, чтобы его жена узнала об измене. Он утверждал, что её фотографии и другие вещи оказались у него, потому что она забыла их в его грузовике. Матрас же был запятнан кровью другого водителя, который арендовал грузовик в 1994 году, у него была поранена нога.
16 октября присяжные потратили три с половиной часа на квалификацию убийства Селин Фигар. Морган был приговорён к пожизненному заключению, предоставление ему права на условно-досрочное освобождение в компетенции министра внутренних дел, затем его должен будет утвердить совет по условно-досрочному освобождению. Вынося приговор, судья Латам сказал: 

То, что вы сделали с Селин, вызвало отвращение в умах всех здравомыслящих людей. Вы опасный человек, и я доложу об этом министру внутренних дел.Оригинальный текст (англ.)What you did to Celine has caused revulsion in the minds of all right-thinking people. You are a dangerous man and I will so report to the Home Secretary.
 Латам установил Моргану минимальный срок заключения в 20 лет, он впоследствии был одобрен главным судьёй Англии и Уэльса, лордом Бингхэмом, а 4 ноября 1998 года министр внутренних дел проинформировал об этом Моргана.

## Апелляции
Морган обжаловал приговор, сославшись на то, что дело велось необъективно из-за пристального внимания общественности к процессу. 5 февраля 1998 года его ходатайство было отклонено Апелляционным судом Англии и Уэльса. Трое действующих судей постановили, что для удовлетворения ходатайства нет достаточных оснований.
В январе 2009 года в соответствии с пунктом 3 приложения 22 Закона «Об уголовном правосудии» 2003 Морган снова обратился в Высокий суд Лондона с просьбой о пересмотре рекомендованного минимального срока заключения. В июле того же года это обращение было отклонено. Председательствующий судья, Питер Опеншоу сказал: 

Приговор остаётся в силе — наказание в виде пожизненного лишения свободы. Вопрос об освобождении осуждённого не может даже рассматриваться, пока он не отсидит хотя бы 20 лет (исключая время ареста до приговора). То есть нельзя сказать, что тогда он будет выпущен; более того, он будет заключён, пока совет по условно-досрочному освобождению не посчитает, что он больше не представляет риска для общественности. Даже если совет постановит когда-нибудь в будущем разрешить его освобождение, он будет стоять на учёте всю свою оставшуюся жизнь.Оригинальный текст (англ.)The sentence is – and remains – a sentence of imprisonment for life. The defendant may not even be considered for release until he has served at least 20 years (less the time served before sentence). That is not to say that he will then be released; indeed he will be detained unless and until the Parole Board is satisfied that he no longer presents a risk to the public. Even if the Parole Board decides then or at some time in the future to authorise his release, he will be upon licence which will extend for the rest of his life.

## Последствия и память
Тело Селин Фигар было доставлено во Францию 17 января 1996 года, похороны состоялись 20 января. Она была похоронена в Се-сюр-Сон-э-Сент-Альбен. «The Mail on Sunday» сообщила, что в церемонии приняли участие 3000 скорбящих, в том числе семья, друзья Фигар и французские политики.
В церкви Святого Андрея в селе Омберсли был заложен мемориальный сад, посвящённый Селин Фигар. Он расположен рядом с местом, где было найдено её тело, церемония открытия состоялась в июне 1997 года. Местные жители собрали более 1000 фунтов стерлингов, чтобы помочь с его строительством. В саду также увековечены другие жертвы насильственных преступлений, в том числе Джоанна Пэрриш и Кэролайн Дикинсон, две английские студентки, которые были убиты во Франции. 29 декабря 2000 года, в пятую годовщину обнаружения тела Фигар, местная газета «Worcester News» сообщила, что осенью в церкви прошло ежегодное поминание Фигар, на котором присутствовали её родители. На аварийную площадку в Хауфорде, где она была найдена, регулярно приносятся цветы, это место названо в её честь Le Jardin de Celine (рус. Сад Селин).